# Școala Subofițerilor de la Bistrița
Școala Subofițerilor de la Bistrița, cunoscută în epocă și ca Școala divizionară, a fost o instituție de învățământ militar, destinată formării subofițerilor pentru armele infanterie și cavalerie. Școala a funcționat la Mănăstirea Bistrița, între anii 1884-1895.

## Istoric
Prima școală destinată pregătirii subofițerilor a fost înființată în toamna anului 1874, la București, sub denumirea de
Școala Subofițerilor, fiind destinată exclusiv a acelor subofițeri destinați a fi promovați în corpul ofițerilor. Această modalitate de promovare a subofițerilor merituoși în rândul ofițerilor mai fusese utilizată înainte de războiul de independență, dar după aceasta, din cauza manifestării unei lipse acute de ofițeri cauzată de mărirea efectivelor armatei, s-a revenit la aplicarea aceastei soluții, condiționată de școlarizarea prealabilă a subofițerilor, care erau trimiși să studieze într-o instituție de învățământ special destinată - „Școala Subofițerilor”.:p. 91
Condițiile de admitere în școală erau următoarele: subofițeri sau sergenți cu rezultate foarte bune în activitatea profesională, cu o vechime de cel puțin un an, pentru subofițeri, și șase luni pentru sergenți. Durata cursurilor era de doi ani iar programa școlară cuprindea discipline de cultură generală (istorie, geografie, matematică, noțiuni de fizică și chimie etc.) și discipline cu specific militar (topografie, artă militară, artilerie, fortificații, legislație și administrație militară, regulamente militare, hipologie, călărie, scrimă, gimnastică etc.). De fapt, programa includea aceleași discipline incluse în programa Școlii Militare de Infanterie și Cavalerie, dar cu un număr redus de ore afectate. Efectivele au crescut treptat, ajungând la o cifră de școlarizare la aproximativ 60-70 elevi pentru fiecare dintre anii de studii.:pp. 91-92
În anul 1880 școala a fost mutată la Mănăstirea Dealu, iar în 1884 la Mănăstirea Bistrița, în clădirea care aparținuse domnitorului Barbu Știrbei, primind denumirea de „Școala subofițerilor de la Bistrița”. 
Începând cu anul 1885, profilul acesteia a fost completat cu o secție în care se pregăteau viitorii ofițeri de administrație din rândul subofițerilor, iar în anul 1890 i s-au adăugat și profilele de guarzi de artilerie și de geniu.:p. 92
Școala Subofițerilor de la Bistrița a fost desființată în anul 1895, odată cu introducerea obligativității bacalaureatului pentru admiterea în școlile militare de ofițeri, renunțându-se la promovarea în rândul ofițerilor a unor subofițeri, chiar valoroși, dar cu un nivel de cultură generală mai scăzut. 
Absolvenții școlii de la Bistrița au fost, în general ofițeri cu un nivel mediu de pregătire. Referindu-se la acest aspect, generalul Radu Rosetti menționa:
Nu zic, si aceștia au dat armatei unii ofițeri de valoare, dar afară de Averescu nici unul n-a fost capabil de a crea sau de a schimba lucrurile. Cultura lor, chiar dacă era îndestulătoare din punctul de vedere al cunoștințelor militare, era foarte mărginită din acel al cunoștințelor generale.:p. 120 P. 120

## Absolvenți, personalități militare și civile
- Mareșal Alexandru Averescu
- General Alexandru Anastasiu
- General Nicolae Arghirescu
- General Constantin Iancovescu
- General Marin E. Ionescu
- General Ioan Pătrașcu
- General Ioan Popovici
- General Alexandru Socec
- General Ștefan Ștefănescu
- General Constantin Teodorescu